# Novara Calcio 1997-1998

## Divise e sponsor
| 1ª divisa | 2ª divisa |

## Rosa
| N. |                   | Ruolo | Calciatore         |
| -- | ----------------- | ----- | ------------------ |
|    | Italia (bandiera) |       | Barbantani         |
|    | Italia (bandiera) | D     | Riccardo Bonetto   |
|    | Italia (bandiera) | D     | Flavio Chiti       |
|    | Italia (bandiera) | C     | Gianmario Consonni |
|    | Italia (bandiera) | D     | Davide Corti       |
|    | Italia (bandiera) | D     | Danilo Del Monte   |
|    | Italia (bandiera) | C     | Roberto Fantone    |
|    | Italia (bandiera) | C     | Luigi Galli        |
|    | Italia (bandiera) | P     | Ettore Gandini     |
|    | Italia (bandiera) | P     | Manuel Ghizzardi   |
|    | Italia (bandiera) | A     | Andrea Giordano    |
|    | Italia (bandiera) | D     | Gualtiero Grandini |

| N. |                   | Ruolo | Calciatore         |
| -- | ----------------- | ----- | ------------------ |
|    | Italia (bandiera) | D     | Gianluca Legati    |
|    | Italia (bandiera) | D     | Paolo Morganti     |
|    | Italia (bandiera) | D     | Marco Morotti      |
|    | Italia (bandiera) | A     | Alessandro Narciso |
|    | Italia (bandiera) | C     | Cristian Nicolini  |
|    | Italia (bandiera) | C     | Massimiliano Pani  |
|    | Italia (bandiera) | D     | Fabio Paratici     |
|    | Italia (bandiera) | C     | Filippo Pensalfini |
|    | Italia (bandiera) | A     | Luigi PEtrone      |
|    | Italia (bandiera) | D     | Pietro Pravatà     |
|    | Italia (bandiera) | C     | Marco Saviozzi     |
|    | Italia (bandiera) | A     | William Tagliabue  |